# فروریزش تابع موج
در مکانیک کوانتومی، رُمبش یا فروریزش تابع موج (یا فروریزش بردار حالت) پدیده‌ای است که در آن یک تابع موج که ابتدا در یک برهم‌نهی از چند حالت ویژه ممکن برای آن است، بعد از برهم کنش با یک مشاهده گر به یکی از حالت‌های ویژه تغییر حالت می‌دهد. طبق اصل‌های مکانیک کوانتومی ارائه شده توسط جان فون نویمان، این فرایند یکی از دو فرایند ممکن برای سامانه کوانتومی برای تحول است.
در مورد واقعیت و اصالت این پدیده نظرهای زیادی مطرح است، برخی این پدیده را یک پدیده مستقل و برخی آن را یک پدیده ثانویه ناشی از پدیده‌ای دیگر مانند ناهمدوسی کوانتومی می‌دانند.

## پیشینه
مفهوم فروریزش تابع موج ابتدا توسط ورنر هایزنبرگ در سال ۱۹۲۷ در مقاله‌ای (به آلمانی: Über den anschaulichen Inhalt der quantentheoretischen Kinematic und Mechanik) معرفی شد و در سال ۱۹۳۲ توسط فون نویمان در کتاب اصول ریاضی مکانیک کوانتومی (به آلمانی: Mathematische Grundlagen der Quantenmechanik) در فرمول‌بندی ریاضی مکانیک کوانتومی به کار گرفته شد.

## یادکردها
1. ↑  مصوب فرهنگستان
2. ↑  نویمان، جان فون (۱۹۵۵). Mathematical Foundations of Quantum Mechanics. دانشگاه پرینستون.
3. ↑  On the reality of the quantum state (۲۰۱۲).  (PDF) http://arxiv.org/pdf/1111.3328v2.pdf. پارامتر |عنوان= یا |title= ناموجود یا خالی (کمک)
4. ↑  L. Bombelli. «Topics in Theoretical Physics». بایگانی‌شده از اصلی در ۲۸ فوریه ۲۰۱۷. دریافت‌شده در ۲۰۱۲-۱۲-۲۹.
5. ↑  C. Kiefer (۲۰۰۲). «On the interpretation of quantum theory – from Copenhagen to the present day». دریافت‌شده در ۲۰۱۲-۱۲-۲۹.